# آکرزبانرنی
آکرزبانرنی (انگلیسی: Akersbanerne) شرکت ترابری نروژی است، که در سال ۱۹۱۷ تأسیس شد.